# هوملیس
هوملیس (به لاتین: Humelicë) یک روستا در آلبانی است.